# Belcești
Belcești est une commune roumaine située dans le județ de Iași.